# Vingerpalpje
Het vingerpalpje (Gongylidiellum latebricola) is een spinnensoort in de taxonomische indeling van de hangmatspinnen (Linyphiidae).
Het dier komt uit het geslacht Gongylidiellum. Gongylidiellum latebricola werd in 1871 beschreven door Octavius Pickard-Cambridge.